# Paolo Cirino Pomicino

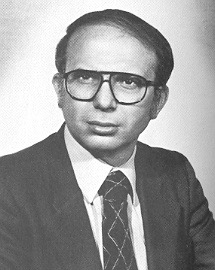
Paolo Cirino Pomicino

Paolo Cirino Pomicino (* 3. September 1939 in Neapel) ist ein italienischer Politiker. Er war 1988 bis 1992 Minister in Italien und 2004 bis 2006 Mitglied des Europäischen Parlaments.

## Leben
Cirino Pomicino wurde als fünftes von sieben Kindern geboren. Der Filmregisseur Franco Cirino (1926–1979) und der Schauspieler Bruno Cirino (1936–1981) waren seine Brüder. Paolo Cirino Pomicino studierte Medizin und Chirurgie und spezialisierte sich auf Neuropsychiatrie.
1976 wurde er erstmals für die Democrazia Cristiana in die Camera dei deputati gewählt, der er bis 1994 angehörte. 1983 bis 1988 leitete er den Haushaltsausschuss. 1988 bis 1989 war er in der Regierung Ciriaco De Mitas Minister für öffentlichen Dienst (Ministro della Funzione Pubblica) und 1989 bis 1992 unter Giulio Andreotti Haushaltsminister (Ministro del Bilancio e della Programmazione Economica).
Er ist verheiratet und hat zwei Kinder, darunter die Filmregisseurin Ilaria Cirino. Im Film Il Divo wurde er von Carlo Buccirosso dargestellt.